# NI Railways
NI Railways, también conocido como Northern Ireland Railways (NIR) y por un breve periodo de tiempo Ulster Transport Railways (UTR), es el operador ferroviario en Irlanda del Norte. NIR es una subsidiaria de Translink, cuya empresa matriz es la Compañía de Transporte de Irlanda del Norte (NITHCo), y es uno de los siete operadores de trenes de propiedad pública en el Reino Unido, los otros son Network Rail, Direct Rail Services, Northern Trains, Southeastern, TFW Transport for Wales, LNER y ScotRail.
Tiene un Consejo de Administración común con las otras dos compañías del grupo, Ulsterbus y Metro (anteriormente Citybus). La red ferroviaria de Irlanda del Norte no forma parte de la red ferroviaria nacional de Gran Bretaña, ni utiliza el ancho estándar, sino que utiliza el ancho irlandés en común con el resto de Irlanda. Además, NIR es el único operador comercial de pasajeros no patrimoniales en el Reino Unido que opera un modelo de integración vertical, con la responsabilidad de todos los aspectos de la red, incluidos los trenes en funcionamiento, el mantenimiento del material rodante y la infraestructura y los precios. Sin embargo, desde la Directiva Única Europea de Ferrocarriles 2012, la compañía ha permitido operaciones de acceso abierto por parte de otros operadores ferroviarios. En 2017, NI Railways transportó 15 millones de pasajeros.
NIR gestiona conjuntamente el servicio de trenes Enterprise entre Belfast y Dublín con Iarnród Éireann. No hay ningún vínculo con el sistema ferroviario en Gran Bretaña; se han hecho propuestas, pero habría que tener en cuenta los diferentes medidores de riel (ancho estándar) que se utilizan en Gran Bretaña e Irlanda (ancho irlandés).